# Direcció escènica

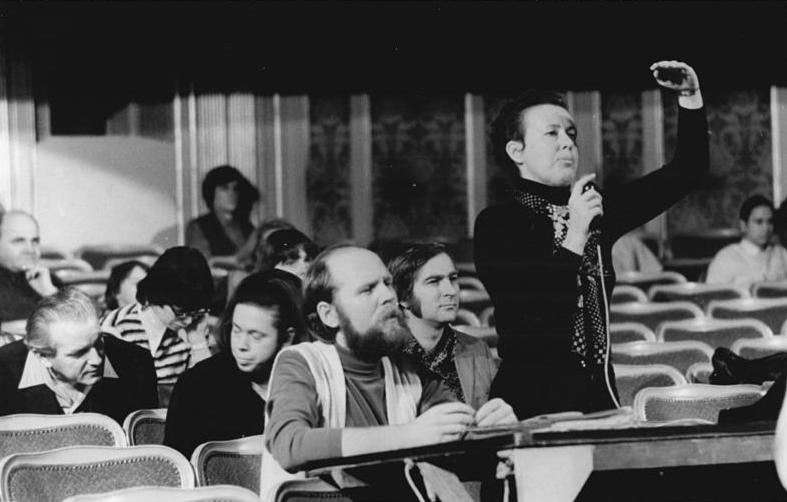
De peu, una directora escènica entre altres membres del seu equip, durant un assaig

El director d'escena és la persona responsable que en l'àmbit de les arts escèniques (principalment teatre i òpera) sigui supervisada i dirigida l'escenificació d'una obra, unificant criteris i conductes de variats esforços i aspectes de la producció, com els decorats, els vestidors, els efectes especials, la il·luminació, els moviments dels actors i a vegades fins les coreografies quan aquestes no tenen ja un coreògraf que s'ocupa d'elles.
La funció del director és assegurar la qualitat i realització del producte teatral. En el teatre contemporani, el director sol ser el visionari, prenent decisions dels conceptes artístics i interpretatius del text.

## A Catalunya

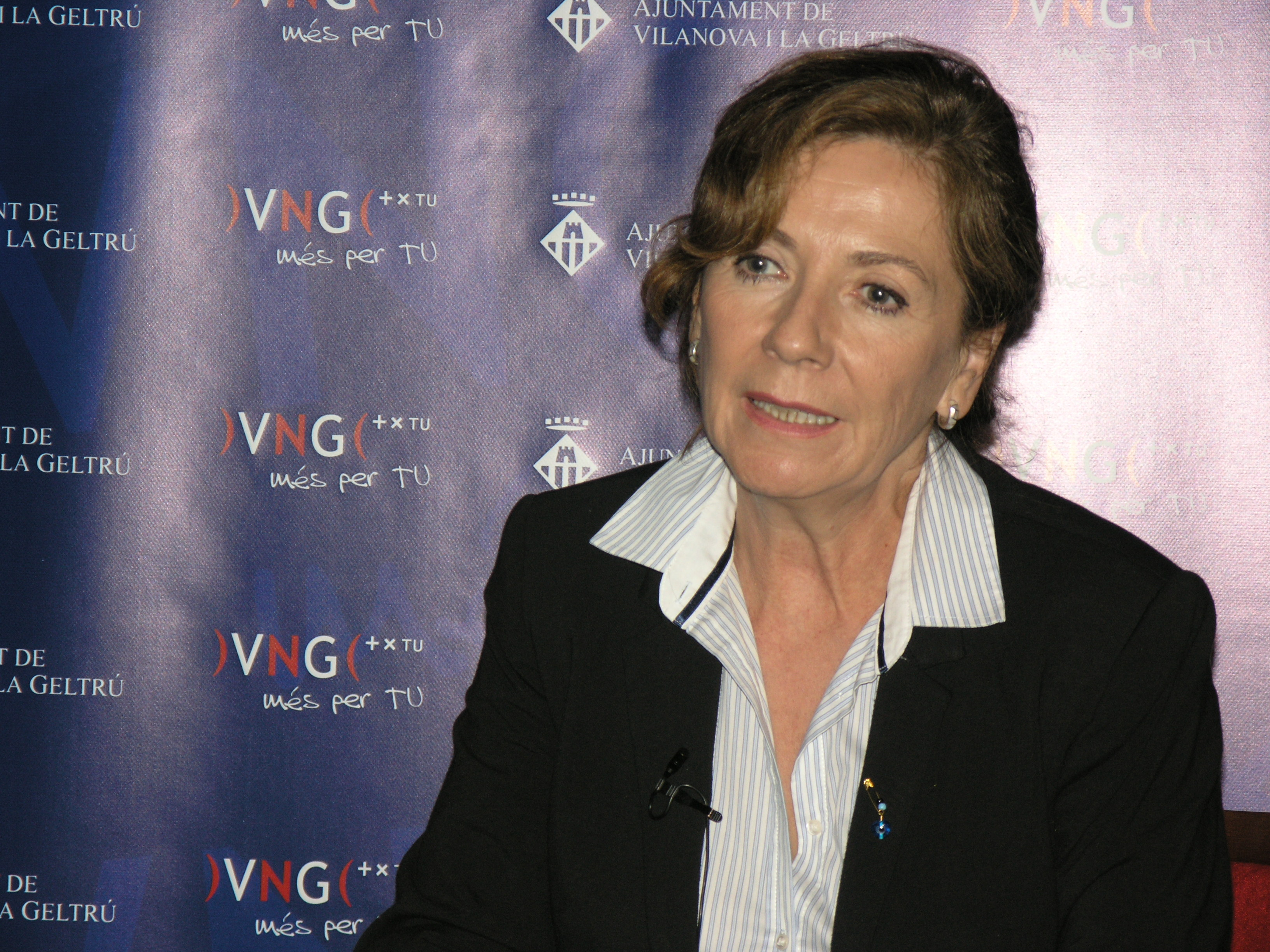
La directora Rosa Novell va obtenir la Creu de Sant Jordi per la seva tasca professional

Al llarg dels segles XIX i XX, nombrosos directors han contribuït a renovar l'escena teatral catalana. Des del polifacètic Adrià Gual, que va oferir una alternativa al teatre comercial del començament del segle passat, fins a Calixto Bieito, passant per Ricard Salvat o Lluís Pasqual.
Antoni Tutau va ser un dels millors directors teatrals del segle xix. Va debutar com a actor professional al Teatre Odeon de Barcelona l'any 1865, i més tard, el 1870, va fundar amb l'actriu Carlota de Mena, que seria la seva esposa, la companyia Tutau-Mena.
La Tutau-Mena va ser tota una institució del teatre català. Un dels integrants va ser, del 1890 al 1895, el també actor i director Enric Guitart. Tutau va fer, entre d'altres, les primeres produccions d'Ignasi Iglésias i va ser l'introductor d'Henrik Ibsen a Catalunya. Posteriorment va dirigir, entre el 1904 i el 1905, el Teatre de les Arts i la companyia del Foment del Teatre Català.
Una altra figura significativa de la creació escènica va ser Adrià Gual. Nascut a Barcelona l'any 1872, va ser un artístic polifacètic. No tan sols va destacar com a director escènic, sinó que també va cultivar la pintura, l'escenografia, la dramatúrgia i la pedagogia. Quan va acabar els estudis de dibuix i pintura, va començar a treballar al taller de litografia del seu pare. A les acaballes del segle xix va començar a formar-se com a director i va decidir ampliar coneixements i cursar els estudis de direcció escènica a París.
El 1898, ja a Barcelona, va fundar el Teatre Íntim, una empresa amb la qual va plantar cara al teatre comercial i va donar a conèixer obres tant d'autors forans (Alain Rene Lesage, Henrik Ibsen i Molière, entre altres) com autòctons (Ignasi Iglésias, Josep Pous i Pagès o Santiago Rusiñol). Gual també va presentar creacions pròpies de caràcter modernista, a mig camí entre l'al·legoria i el naturalisme més marcat. Quan escrivia, Gual perseguia el mateix que amb la companyia del Teatre Íntim: la defensa de l'art per l'art, l'art com a finalitat per si mateix.
Amb la voluntat de renovar l'escena teatral catalana, l'any 1901 va passar a dedicar-se de forma exclusiva al teatre i els coneixements en el món de les arts plàstiques li van ser útils per a la creació de muntatges escenogràfics. El 1913, quan la Mancomunitat de Catalunya va fundar l'Escola Catalana d'Art Dramàtic, Gual va passar a ocupar-ne el càrrec de director. Però l'empresa no va sortir gaire bé, tot i l'ajuda del també actor i director Enric Giménez, i l'any 1934 va presentar la dimissió. Gual també va dirigir representacions dels Espectacles i Audicions Graner promoguts pel pintor Lluís Graner.
Altres directors rellevants i coetanis d'Adrià Gual van passar per la Gran Companyia Catalana de l'empresari Josep Canals, que va actuar als teatres Romea i Novetats de l'any 1917 al 1932. Un d'aquests directors va ser Enric Giménez, que va dirigir les temporades compreses entre el 1918 i el 1922, en substitució d'Ignasi Iglésias.
Giménez, a més de director, era actor i tenia un gran talent com a dibuixant, la qual cosa li permetia dissenyar amb tot detall qualsevol element escènic. Va col·laborar al Teatre Íntim d'Adrià Gual des dels inicis i a l'Escola Catalana d'Art Dramàtic i va ser director d'Espectacles i Audicions Graner. La consolidació definitiva es va produir el 1918, quan es va convertir en director i primer actor de la companyia catalana del Teatre Principal de la Santa Creu. A Giménez el van equiparar a Antoni Tutau i a Jaume Borràs, germà de l'actor Enric Borràs.
Un altre director destacat de la Gran Companyia, de la temporada 1923-1924 a la 1927-1928, va ser el valencià Joaquim Montero. Era, a més, actor, traductor i autor teatral i va fer tots els papers principals de les vint-i-vuit obres seves que va estrenar al Romea. L'últim a ocupar la direcció de la Gran Companyia va ser Carles Capdevila, de l'any 1929 al 1932.
Noves fornades de directors se succeïen i sortien a la llum noms com el de Lluís Orduna, Pau Garsaball, Esteve Polls o, més modernament, Ricard Salvat. L'actor i director escènic Lluís Orduna va formar part de diverses companyies barcelonines. Una de les més significatives va ser la del Teatre Romea. Va ser supervisor d'actors a l'Agrupació Dramàtica de Barcelona (ABD) el mateix any de formació d'aquesta institució, el 1954, i durant la postguerra va actuar a l'Amèrica Llatina.
El granollerí Pau Garsaball es va fer càrrec del Teatre Romea l'any 1963 i va introduir les sessions destinades als grups d'aficionats i als grups de cambra. També va ser empresari del Teatre Capsa, de Barcelona, on va impulsar un teatre de caràcter renovador.
Amb un parell d'anys de diferència va néixer l'actor i director Esteve Polls, que va dirigir teatre d'aficionats a l'Orfeó Gracienc. El debut professional va arribar l'any 1952, amb la direcció de ‘L'amor viu a dispesa', de Josep Maria de Sagarra. Polls va dirigir una bona part de les últimes estrenes d'aquest autor. Posteriorment, entre el 1955 i el 1957, es va fer càrrec de la Companyia Maragall, del Teatre Romea i del Teatre Experimental de Barcelona. Tal com va fer Orduna, Polls va marxar a Amèrica durant la postguerra, on va participar en la fundació de dues companyies nacionals: la de Colòmbia, el 1967 i, uns anys més tard, el 1971, la de Costa Rica.
Un altre home de teatre de tarannà renovador i ambiciós va ser Ricard Salvat. Aquest director teatral i escriptor tortosí va fundar el 1956 a Barcelona, juntament amb Miquel Porter, Teatre Viu. Aquesta formació teatral sovint havia de treballar de forma il·legal i es va especialitzar en la improvisació d'escenes, a partir dels suggeriments que els feia arribar el públic. Posteriorment, Salvat es va traslladar a Alemanya i hi va estudiar, entre altres disciplines, ciències teatrals. Quan va tornar, el 1959, va introduir-se a l'ADB i hi va dirigir peces com ‘Ball robat', de Joan Oliver. Un any més tard, va fundar l'Escola d'Art Dramàtic Adrià Gual, juntament amb Maria Aurèlia Capmany, i en va ser el director fins que va tancar, el 1975.
Aquesta escola, que impartia el model de teatre èpic de Bertolt Brecht, va influir de forma decisiva en el panorama teatral català. Va ser aquí on Salvat va realitzar un dels muntatges més significatius, el 1965 i el 2002, ‘Ronda de mort a Sinera', una peça que s'inspirava en els textos de Salvador Espriu. Salvat també va dirigir l'Escola d'Estudis Artístics de l'Hospitalet de Llobregat (1975-1978) i el Festival Internacional de Teatre de Sitges (1978-1986). Aquest dramaturg va ser l'impulsor i va dirigir la primera edició del Festival Internacional Entre Cultures de Tortosa (2004-2006) i va ser president de l'Associació d'Investigació i Experimentació Teatral (AIET), de la Universitat de Barcelona. Una de les darreres estrenes la va fer el 2008 amb l'obra ‘Un dia. Mirall trencat', basada en la novel·la homònima de Mercè Rodoreda.
La figura del director com a organitzador de tot el procés d'una representació teatral, segons el crític Joan-Anton Benach, va sorgir després de la desaparició, el 1961, de l'ADB i amb el naixement del teatre independent. Amb la fi de la dictadura franquista i l'arribada de la democràcia, van emergir nous directors teatrals. És el cas de Josep Montanyès o Lluís Pasqual.
Montanyès es va formar a l'EADAG i va ser director, entre el 1981 i el 1988, i el 2002, de l'Institut del Teatre. També va dirigir prop de trenta obres teatrals. El 1991 va debutar com a director d'òpera, al Liceu.
Lluís Pasqual ha seguit una trajectòria força similar. Va ser el fundador i el primer director del Teatre Lliure i, a més de ser director teatral, ha dirigit peces operístiques.
Altres directors destacats són Feliu Formosa, fundador del Teatre Independent Català i del grup teatral Gil Vicente; Hermann Bonnín, fundador i director del Centre Dramàtic de la Generalitat de Catalunya (1982-1988), president de l'Associació d'Actors i Directors Professionals de Catalunya des del 1997 i director de l'Espai Escènic Joan Brossa des del 1998; i Fabià Puigserver, que va combinar al Lliure les tasques d'escenògraf amb les de director teatral. També destaquen Josep Maria Flotats, que va formar una companyia pròpia al Teatre Poliorama (1984) i que va ser el primer director del Teatre Nacional de Catalunya; Joan Castells, que va ser creador i director de la companyia estable El Teatrí i, posteriorment, va exercir la direcció escènica a les companyies de dansa Trànsit i Metros i va ser responsable del Sitges Teatre Internacional (1991-1992); Joan Lluís Bozzo, que va ingressar com a director a Dagoll-Dagom l'any 1978; Domènec Reixach i Felipe, que va ser director del Centre Dramàtic de la Generalitat de Catalunya (1988-1998) i del TNC (1998); Pere Planella, director i un dels fundadors del Teatre Lliure; i Toni Casares, director artístic de la Sala Beckett de Barcelona.
Darrerament ha sorgit una nova generació amb noms com Calixto Bieito, director artístic del Teatre Romea; Àlex Rigola, director del Lliure; Sergi Belbel, director del TNC, i Oriol Broggi.